# Marina Gajčin
Marina Gajčin est une joueuse d'échecs serbe née le 8 avril 2001 en Serbie. Championne de Serbie en 2023, elle a le titre de grand maître international féminin depuis 2023.
Au 1er août 2023, Marina Gajčin est la quatrième joueuse serbe avec un classement Elo de 2 251 points.

## Biographie et carrière
Elle finit à la 28e place (parmi 130 joueuses) avec 6,5 points sur 11 du championnat d'Europe d'échecs individuel féminin de 2019 à Antalya.
Elle participa à deux olympiades avec la Serbie : en 2018 (5 points sur 7 marqués comme échiquier de réserve) et en 2022 (comme échiquier de réserve). L'équipe féminine de Serbie finit treizième de la compétition en 2022.
Marina Gajčin fut sélectionnée aux Championnats d'Europe par équipe féminine en 2017 (5,5 points sur 6), 2019 (3,5 / 6) et 2021 (6,5 points sur 8), elle jouait à chaque fois comme échiquier de réserve. Lors du Championnat d'Europe par équipe de 2021, l'équipe de Serbie féminine finit sixième de la compétition.
Marina Gajčin remporte le championnat féminin de Serbie en 2023.
Lors de la Coupe du monde d'échecs féminine 2023, elle est battue au premier tour par Govhar Beydullayeva.